# Hummel (pháo tự hành)
Hummel (Bumble-Bee) là tên loại pháo tự hành dựa trên khung tăng của Panzer III và Panzer IV và được trang bị pháo với cỡ nòng 15 cm. Hummel được sản xuất và sử dụng bởi quân đội Đức Quốc xã (Wehrmacht) từ năm 1942 đến cuối cuộc chiến.

## Việc phát triển

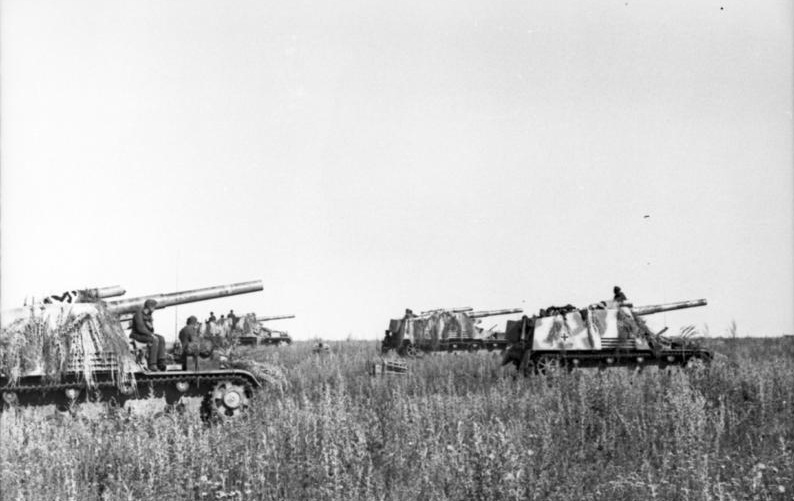
Khẩu đội pháo Hummel đang chuẩn bị bắn

Hummel được thiết kế vào năm 1942 nhằm phục vụ mục đích của Đức Quốc xã về việc yểm trợ lực lượng thiết giáp và bộ binh.
Hummel sử dụng khung tăng của Panzer III (các phiên bản sau sử dụng khung tăng của Panzer IV), nòng pháo 10.5 cm leFH17. Nhưng sử dụng những mẫu Hummel có khung Panzer III trên chiến trường thì phiên bản này đã bộc lộ rõ sự yếu kém về mặt giáp cũng như ẩn náu. Đó chính là lý do vì sao tất cả các mẫu Hummel sau đều sử dụng khung Panzer IV.
Phiên bản cuối cùng với nòng pháo 15 cm sFH 18 L/30, khung tăng Panzer IV, bộ giảm xóc và động cơ mạnh hơn với 296 hp, 221 Kw. Ngoài ra phiên bản này còn sử dụng nòng tăng của Nashorn.
Hummel có đầu tăng hở với lớp giáp yếu ở đằng sau-đây chính là nhược điểm lớn nhất của Hummel. Đầu tăng Hummel trữ đạn được khoảng 18 viên, kíp lái thay đạn cho Hummel bằng cách cho đạn vào máng pháo, tăng di chuyển bởi một người lái tăng ở phía dưới, súng tỉa(súng phụ) được điều khiển bởi một người ở phía dưới đầu tăng.Tất cả các hoạt động đều ở trên đầu tăng, từ thay đạn đến điều khiển.

## Biến thể
Bởi vì số đạn mang được của Hummel khá hạn chế(18 viên) nên đã dẫn đến việc phát triển một phiên bản khác của Hummel là Munitionsträger Hummel(mang được hơn 20 viên) được phát triển.Tuy nhiên phiên bản này lại không sử dụng nòng 15 cm sFH 18 L/30 mà lại sử dụng nòng 10.5 cm leFH17 nhưng nếu cần thì vẫn có thể thay thế được.
Vào cuối cuộc chiến đã có hơn 714 chiếc Hummel được sản xuất nhưng chỉ hơn 150 chiếc Munitionsträger Hummel được sản xuất.

## Lịch sử chiến đấu

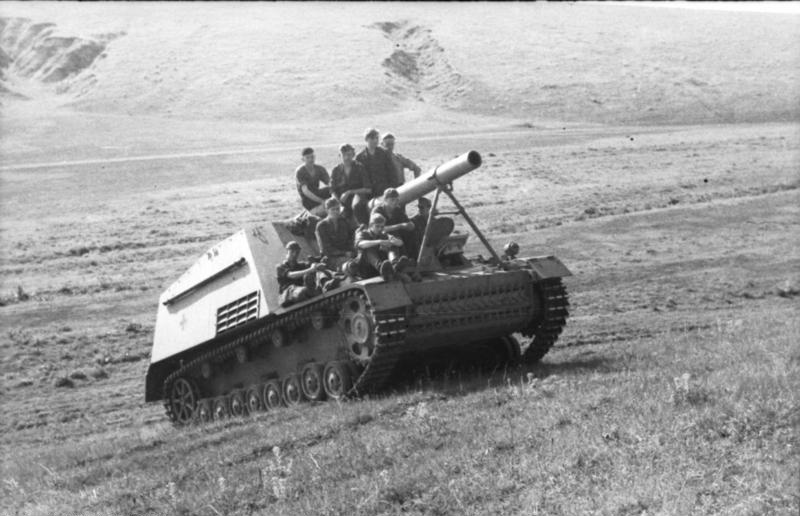
Một chiếc Hummel cùng kíp lái tăng đang di chuyển trên đồi

Hummel được sử dụng lần đầu trong trận Vòng cung Kursk. Khoảng hơn 100 chiếc được tham trận. Chúng được cử vào yểm trợ một sư đoàn tăng Panzer IV và Tiger. Khoảng 6 chiếc mẫu mới được tham chiến.

## Những nước sử dụng
Ngoài Đức Quốc xã, România và Liên Xô là hai nước sử dụng Hummel.Hummel được sử dụng bởi quân đội Romania với sê-ri số U069009.Tuy nhiên số Hummel này không sử dụng được vì lý do nòng có trục trặc kĩ thuật nhưng Hummel vẫn được sử dụng trong ngày quốc khánh của Romania và sau đó là ở Đức.

## Những chiếc còn lại
Hiện giờ còn khoảng 5 chiếc Hummel sót lại.Chúng có thể được thấy ở bảo tàng Munster Deutsches Panzermuseum, Wehrtechnische Studiensammlung, Sinsheim Auto & Technik Museum và Musée des Blindés.